# Edinburgh Festival

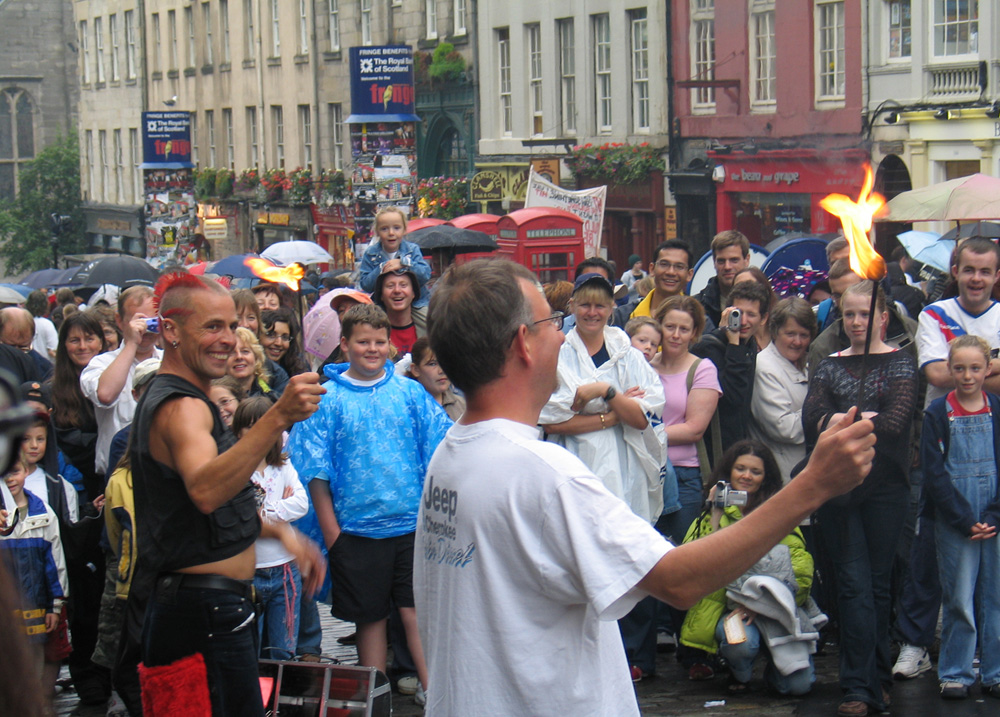
Edinburgh Festival Fringe

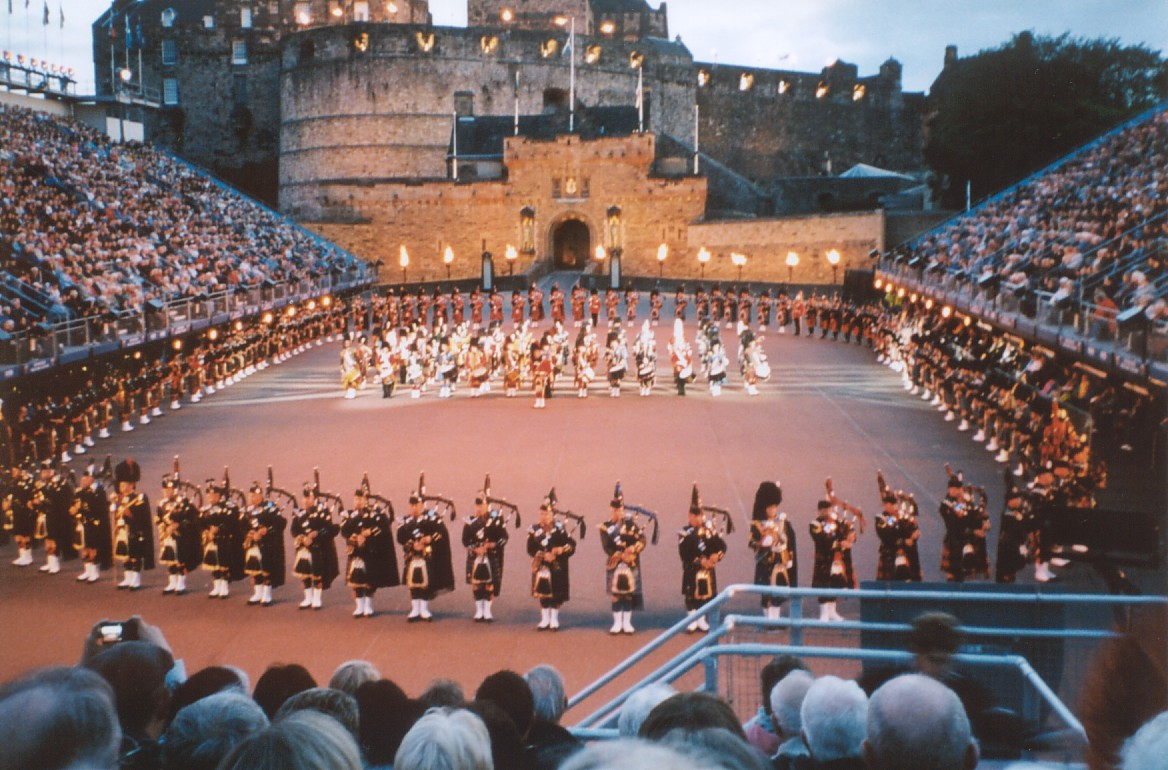
Edinburgh Military Tattoo

Das Edinburgh Festival ist eine Ansammlung verschiedener Festivals im August und September jedes Jahres in Edinburgh, Schottland. Während der drei Festivalwochen werden mittlerweile rund zwei Millionen Besucher verzeichnet – dazu kommen weltweit über 100 Millionen Fernsehzuschauer allein für das Edinburgh Military Tattoo. Das Edinburgh Festival besteht aus folgenden einzelnen Festivals, wobei das Edinburgh Festival Fringe und das Edinburgh Military Tattoo regelmäßig die meisten Besucher anziehen:
- Edinburgh International Festival – Das „offizielle“ Festival
- Edinburgh Festival Fringe
- Edinburgh International Film Festival
- Edinburgh International Book Festival
- Edinburgh Military Tattoo
- Edinburgh Jazz and Blues Festival
- Edinburgh International Television Festival
- Edinburgh Interactive Entertainment Festival
- Edinburgh Mela

Weitere Festivals in Edinburgh zu anderen Zeiten:
- Das Edinburgh Science Festival im April
- Hogmanay
- Edinburgh Easter Festival zu Ostern
- Children’s International Theatre Festival
- Beltane im Mai